# ФК Гвадалахара
ФК Депортиво Гвадалахара (шп. Club Deportivo Guadalajara), скраћено Гвадалахара или по надимку Чивас (шп. Chivas), је мексички фудбалски клуб основан у Гвадалахари, Халиско. Један је од десет клубова који су основали мексичку лигу у фудбалу и, поред Клуб Америке, тим који никад није испао из прве лиге Мексика.
Гвадалахара је јединствена по томе што је једини професионални фудбалски клуб у Мексику који не допушта странцима да играју за њу, тако да екипу чине искључиво Мексиканци.

## Тренутни састав
Ажурирано 14. октобра 2023.
| Бр. |         | Позиција | Играч              |
| --- | ------- | -------- | ------------------ |
| 2   | Мексико | О        | Алан Мосо          |
| 3   | Мексико | О        | Хилберто Сепулведа |
| 4   | Мексико | О        | Антонио Брисењо    |
| 5   | Мексико | С        | Виктор Гузман      |
| 6   | Мексико | С        | Павел Перес        |
| 7   | Мексико | Н        | Даниел Риос        |
| 9   | Мексико | Н        | Хосе Хуан Матиас   |
| 10  | Мексико | Н        | Алексис Вега       |
| 11  | Мексико | С        | Исак Брисуела      |
| 13  | Мексико | О        | Хесус Ороско       |
| 14  | Мексико | Н        | Рикардо Марин      |
| 15  | Мексико | С        | Ерик Гутиерес      |
| 17  | Мексико | О        | Хесус Санчез       |

| Бр. |         | Позиција | Играч             |
| --- | ------- | -------- | ----------------- |
| 18  | Мексико | Н        | Роналдо Сиснерос  |
| 19  | Мексико | О        | Алехандро Мајорга |
| 20  | Мексико | С        | Фернандо Белтран  |
| 21  | Мексико | О        | Ирам Миер         |
| 23  | Мексико | Г        | Мигел Хименес     |
| 24  | Мексико | С        | Карлос Сиснерос   |
| 25  | Мексико | Н        | Роберто Алварадо  |
| 26  | Мексико | О        | Кристиан Калдерон |
| 27  | Мексико | Г        | Раул Ранхел       |
| 28  | Мексико | С        | Фернандо Гонсалес |
| 29  | Мексико | С        | Алан Торес        |
| 30  | Шпанија | Г        | Оскар Воли        |
| 33  | Мексико | С        | Захид Муњос       |

### На позајмици
| Бр. |         | Позиција | Играч                              |
| --- | ------- | -------- | ---------------------------------- |
|     | Мексико | Н        | Анхел Салдивар (Атлетико Сан Луис) |
|     | Мексико | Н        | Хесус Годинес (Еридиано)           |
|     | Перу    | Н        | Сантиаго Ормењо (ФК Хуарез)        |

| Бр. |         | Позиција | Играч                         |
| --- | ------- | -------- | ----------------------------- |
|     | Мексико | О        | Луис Оливас (ФК Мазатлан)     |
|     | Мексико | С        | Себастиан Перес Буке (Хуарез) |